# Loving Annabelle
Loving Annabelle è un film del 2006 diretto da Katherine Brooks, basato sul film del 1931, Ragazze in uniforme.

## Trama
Annabelle Tillman, figlia adolescente di una nota senatrice, dopo essere stata espulsa da ben due scuole per la sua condotta ribelle viene mandata in un collegio cattolico. Qui, Annabelle viene assegnata al dormitorio diretto dalla professoressa Simone Bradley, l'insegnante di poesia, e fa la conoscenza delle sue compagne di stanza: l'amichevole Christen, la prepotente Catherine e Collins, una fragile ragazza affetta da disturbi d'ansia.
Simone Bradley è un'insegnante seria e irreprensibile e vive nel pieno rispetto delle norme etiche e religiose imposte dall'istituto; Annabelle, invece, è anticonformista e insofferente al rigore del collegio e risulta perciò essere il perfetto contraltare al carattere represso di Simone. Annabelle non tarda a mettersi nei guai e passa il segno quando si presenta in classe indossando una vistosa collana buddhista; la preside del collegio, Madre Immacolata, affida a Simone il compito di far rigare dritto la ragazza. Simone, inizialmente, ne è seccata e chiede che Annabelle venga trasferita ad un altro dormitorio, ma presto si accorge che Annabelle, dietro la facciata ribelle, è in realtà una ragazza estremamente sensibile e molto matura per la sua età. Annabelle, d'altro canto, è affascinata da Simone e finisce con l'innamorarsi di lei.
Simone, all'inizio, respinge tutti i delicati tentativi di avances di Annabelle; rimaste sole al collegio per la pausa estiva, però, decide di invitarla a trascorrere qualche giorno assieme a lei nella propria casa al mare. Qui, Annabelle scopre per caso alcuni dolorosi dettagli del passato di Simone; la donna reagisce dapprima con rabbia, ma poi cede alla tristezza e crolla tra le braccia di Annabelle.
Un profondo legame emotivo si è ormai stabilito tra Simone e Annabelle, ma Simone sceglie di soffocare i propri sentimenti per la ragazza. Tempo dopo, al ballo della scuola, Annabelle si esibisce sul palco cantando una canzone per Simone; la professoressa, confusa e spaventata, lascia il ballo, ma viene raggiunta da Annabelle. Simone cede all'attrazione e le due finiscono col trascorrere una notte di passione.
La mattina dopo, Madre Immacolata sorprende le due a letto e, scandalizzata, denuncia Simone, che viene arrestata. Mentre la professoressa viene portata via, Annabelle le mette in mano il suo tesoro più prezioso (la collana buddhista), dopodiché, in lacrime, guarda le fotografie che lei e Simone hanno scattato durante la vacanza al mare. Il film si conclude con una citazione del poeta Rainer Maria Rilke: "Per un essere umano, amare un'altra persona è forse il mestiere più difficile che esista... l'unico per il quale non esiste alcuna preparazione".
È previsto un finale alternativo in cui la professoressa Simone viene rilasciata per mancanza di prove ed è raggiunta da Annabelle nella sua casa al mare dove c'era stato un primo avvicinamento tra le due.